# 17489 Trenker
17489 Trenker è un asteroide della fascia principale. Scoperto nel 1991, presenta un'orbita caratterizzata da un semiasse maggiore pari a 2,7074790 UA e da un'eccentricità di 0,1238492, inclinata di 11,21871° rispetto all'eclittica. È intitolato in memoria del regista e scrittore sudtirolese Luis Trenker.